# تامر عبد الحميد (لاعب كرة قدم، 1971)
تامر عبد الحميد (16 أكتوبر 1971 - ) هو لاعب كرة قدم مصري في مركز الدفاع، شارك في الألعاب الأولمبية الصيفية 1992.

## وصلات خارجية
- تامر عبدال حامد على موقع قاعدة بيانات كرة القدم.إي يو (الإنجليزية)
- تامر عبدال حامد على موقع أوليمبيديا (الإنجليزية)
- صفحة اللاعب على موقع transfermarkt